# Jimmy Tamandi
Jimmy McCoy Tamandi (Malmö, 12 maggio 1980) è un ex calciatore svedese di origine giamaicana, di ruolo difensore.

## Carriera

### Club
Tamandi ha iniziato a giocare a calcio nel 1986, in una piccola squadra svedese chiamata Nydala, prima di entrare nelle giovanili del Malmö FF nel 1992. Ha effettuato il suo debutto nel campionato 1999, anno in cui la sua squadra è retrocessa. È rimasto comunque nella squadra e l'anno successivo ha conquistato la promozione, per poi tornare a giocare nel 2001 nella massima divisione svedese. Nel 2002, è passato all'AIK, con cui ha avuto successi alterni: ha fatto parte della squadra che, nel campionato 2004, è retrocessa. A questo punto, Tamandi ha firmato per la Salernitana, dove si sarebbe dovuto trasferire nel mese di gennaio 2005.
Invece, prima del passaggio di club, la Salernitana ha cambiato proprietà e la dirigenza che aveva acquistato il cartellino di Tamandi è andata via. Così, lo svedese è andato a giocare in Serie C1, nel Potenza. Nell'estate 2005, è tornato all'AIK, diventando una colonna portante della squadra che ha conquistato la promozione.
Nel campionato 2006, Tamandi è stato schierato come terzino sinistro, ma ha ottenuto diversi successi in quella posizione. Proprio per la buona stagione disputata, uno dei primi tre club svedesi, il cui nome non è stato rivelato, ha tentato di acquistarlo, ma non ha trovato l'accordo con l'AIK. Il suo contratto è scaduto a dicembre 2007 ed è passato al Lyn Oslo, in Norvegia.
A causa della bancarotta della società, a metà 2010, si ritrovò senza contratto: firmò così per il GAIS, squadra svedese militante nella Allsvenskan. Debuttò per la nuova squadra il 22 settembre dello stesso anno, partendo da titolare nella sfida casalinga contro l'Halmstad, terminata uno a uno.

### Nazionale
Tamandi ha giocato undici partite per la Svezia under 21, tutte nel 2001. Sempre nello stesso anno, ha debuttato per la Nazionale maggiore.

## Statistiche

### Cronologia presenze e reti in nazionale
| Cronologia completa delle presenze e delle reti in nazionale ― Svezia | Cronologia completa delle presenze e delle reti in nazionale ― Svezia | Cronologia completa delle presenze e delle reti in nazionale ― Svezia | Cronologia completa delle presenze e delle reti in nazionale ― Svezia | Cronologia completa delle presenze e delle reti in nazionale ― Svezia | Cronologia completa delle presenze e delle reti in nazionale ― Svezia | Cronologia completa delle presenze e delle reti in nazionale ― Svezia | Cronologia completa delle presenze e delle reti in nazionale ― Svezia |
| Data                                                                  | Città                                                                 | In casa                                                               | Risultato                                                             | Ospiti                                                                | Competizione                                                          | Reti                                                                  | Note                                                                  |
| --------------------------------------------------------------------- | --------------------------------------------------------------------- | --------------------------------------------------------------------- | --------------------------------------------------------------------- | --------------------------------------------------------------------- | --------------------------------------------------------------------- | --------------------------------------------------------------------- | --------------------------------------------------------------------- |
| 31-1-2001                                                             | Växjö                                                                 | Svezia                                                                | 0 – 0                                                                 | Fær Øer                                                               | Campionato nordico di calcio 2000-2001                                | -                                                                     |                                                                       |
| Totale                                                                |                                                                       | Presenze                                                              | 1                                                                     |                                                                       | Reti                                                                  | 0                                                                     |                                                                       |